# Jeux asiatiques d'hiver de 2007
Navigation
Édition précédente Édition suivante
Les Jeux asiatiques d'hiver de 2007 se sont déroulés du 28 janvier au 4 février 2007 à Changchun, en Chine. Ils ont rassemblé des participants de vingt-six délégations asiatiques. 

## Délégations présentes
Les Jeux asiatiques d'hiver de 2007 ont vu la participation de 796 athlètes représentant vingt-six délégations.
Classement par ordre alphabétique des codes pays du CIO.
| - Afghanistan - Chine - Hong Kong - Inde - Iran - Jordanie - Japon - Kazakhstan - Kirghizistan | - Corée du Sud - Koweït - Liban - Macao - Malaisie - Mongolie - Népal - Pakistan - Philippines | - Palestine - Corée du Nord - Thaïlande - Tadjikistan - Turkménistan - Taipei chinois - Émirats arabes unis - Ouzbékistan |

## Sports
Les athlètes participants se sont disputé des médailles dans dix disciplines :
- Biathlon
- Curling
- Hockey sur glace
- Patinage artistique
- Patinage de vitesse
- Short-track
- Ski acrobatique
- Ski alpin
- Ski de fond
- Snowboard